# Artashes Babalian
Artashes Babalian (en armenio: Արտաշես Բաբալյան; en ruso: Арташес Бабалян) (1886-1959) fue un doctor y político armenio, miembro del gobierno de la República Democrática de Armenia y destacada figura pública entre los armenios. Nació en 1886 en Şuşa, Karabaj. Fue también miembro de la Federación Revolucionaria Armenia. Participó en la Batalla de Sarıkamış en 1920.